# Агаєв Рустам Арбійович
Рустам Арбійович Агаєв (рос. Рустам Арбиевич Агаев, азерб. Rüstəm Ağayev; нар. 1 травня 1982, Катар-Юрт, Ачхой-Мартановський район, Чечня) — російський та азербайджанський борець вільного стилю чеченського походження, бронзовий призер чемпіонату Європи, володар Кубку світу, учасник Олімпійських ігор. Також брав участь у змаганнях з боротьби на поясах. Володар Кубку світу у цьому виді спорту.

## Життєпис
Боротьбою почав займатися з 1998 року в Катар-Юрті. Перший тренер Шарип Джабраїлов. У 2002 році був зарахований у Центральний спортивний клуб армії в Москві. Через три місяці на чемпіонаті Москви Рустам Агаєв виконує норму майстра спорту.
З 2004 року за взаємною домовленістю Федерації вільної боротьби Росії та Азербайджану Агаєв починає виступати за збірну команду Азербайджану. Цей рік став для нього найуспішнішим. На початку року на Олімпійському кваліфікаційному турнірі у Братиславі він здобуває путівку на Олімпійські ігри в Афінах. У квітні перемагає на Кубку світу та стає бронзовим призером чемпіонату Європи. На Олімпійських іграх потрапляє до п'ятірки найсильніших борців у ваговій категорії до 96 кілограмів.
В Азербайджані виступав за спортивний клуб «Нефтчі» Баку. Тренери — Шота Кікабідзе, Деваншир Курбанов.
У 2010 році вирішив спробувати себе у боротьбі на поясах. Того ж року на Кавказьких іграх, які проходили в Карачаєво-Черкесії, посів га змаганнях з цього виду спорту друге місце. А в 2011 на цих же іграх здобув чемпіонський титул. Вигравши відбірковий чемпіонат Росії з боротьби на поясах, наступного року взяв участь в Кубку світу в Уфі та виграв цей турнір у ваговій категорії понад 100 кг.
Віце-президент Олімпійської Ради Чеченської Республіки.
Потрапив до списку факелоносців, які пронесли факел естафети Олімпійського вогню по території Чечні на зимові Олімпійські ігри 2014 року в Сочі.

## Спортивні результати на міжнародних змаганнях

### Виступи на Олімпіадах
| Змагання                    | Збірна      | Вагова категорія          | Місце |
| --------------------------- | ----------- | ------------------------- | ----- |
| Літні Олімпійські ігри 2004 | Азербайджан | вільна боротьба, до 96 кг | 5     |

### Виступи на Чемпіонатах світу
| Змагання                        | Збірна      | Вагова категорія          | Місце |
| ------------------------------- | ----------- | ------------------------- | ----- |
| Чемпіонат світу з боротьби 2005 | Азербайджан | вільна боротьба, до 96 кг | 16    |

### Виступи на Чемпіонатах Європи
| Змагання                         | Збірна      | Вагова категорія          | Місце  |
| -------------------------------- | ----------- | ------------------------- | ------ |
| Чемпіонат Європи з боротьби 2004 | Азербайджан | вільна боротьба, до 96 кг | Бронза |

### Виступи на Кубках світу
| Змагання                    | Збірна      | Вагова категорія          | Місце  |
| --------------------------- | ----------- | ------------------------- | ------ |
| Кубок світу з боротьби 2004 | Азербайджан | вільна боротьба, до 96 кг | Золото |

### Виступи на інших змаганнях
| Змагання                                                         | Збірна      | Вагова категорія           | Місце  |
| ---------------------------------------------------------------- | ----------- | -------------------------- | ------ |
| Олімпійський кваліфікаційний турнір з боротьби 2004 (Братислава) | Азербайджан | вільна боротьба, до 96 кг  | Бронза |
| Чемпіонат Росії з вільної боротьби 2006                          | Росія       | до 96 кг                   | Бронза |
| Турнір Шаміля Умаханова 2008                                     | Росія       | вільна боротьба, до 120 кг | Бронза |
| Чемпіонат Росії з вільної боротьби 2012                          | Росія       | до 120 кг                  | 9      |